# Hypermarket

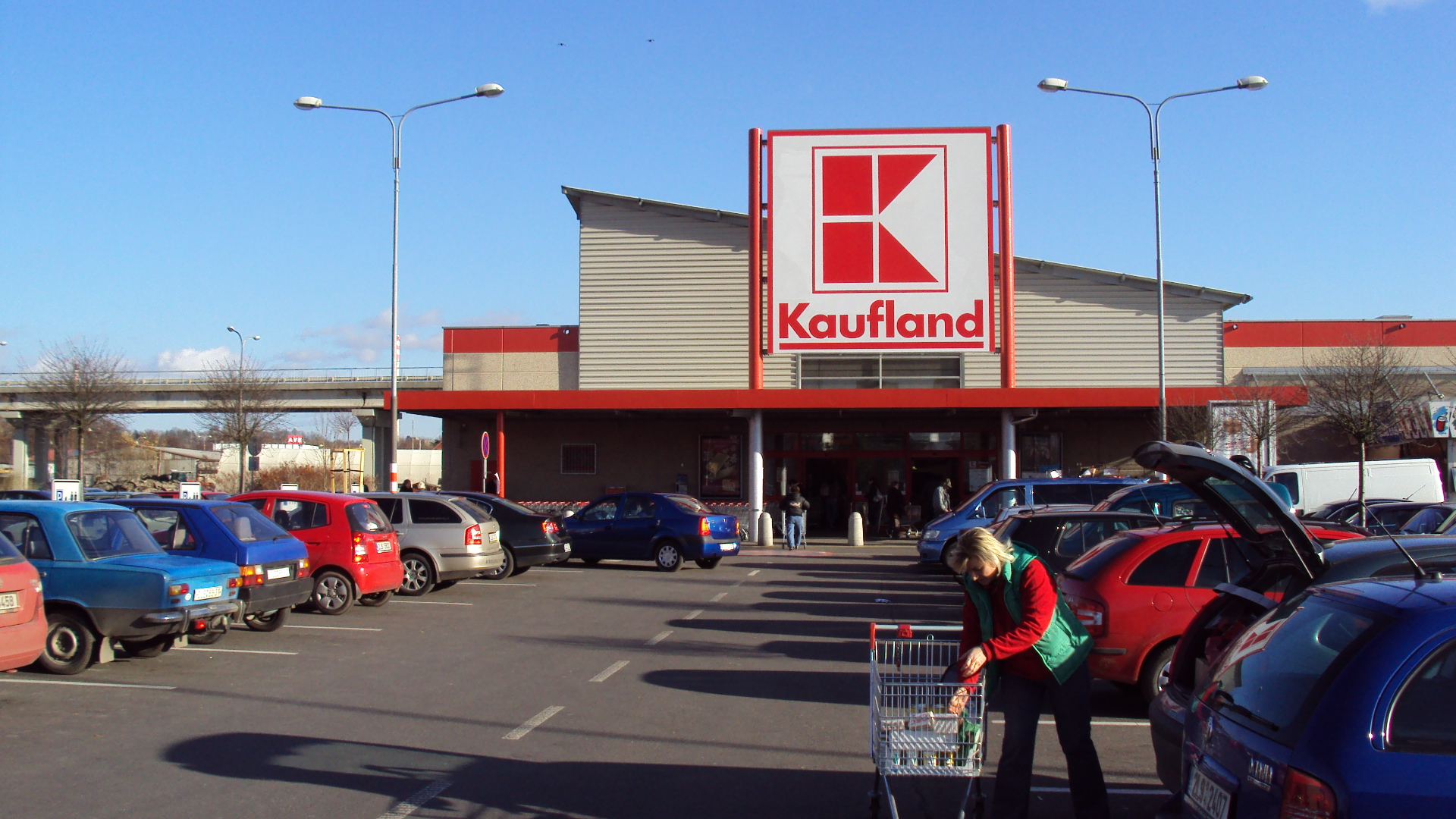
Hypermarket Kaufland v České Lípě

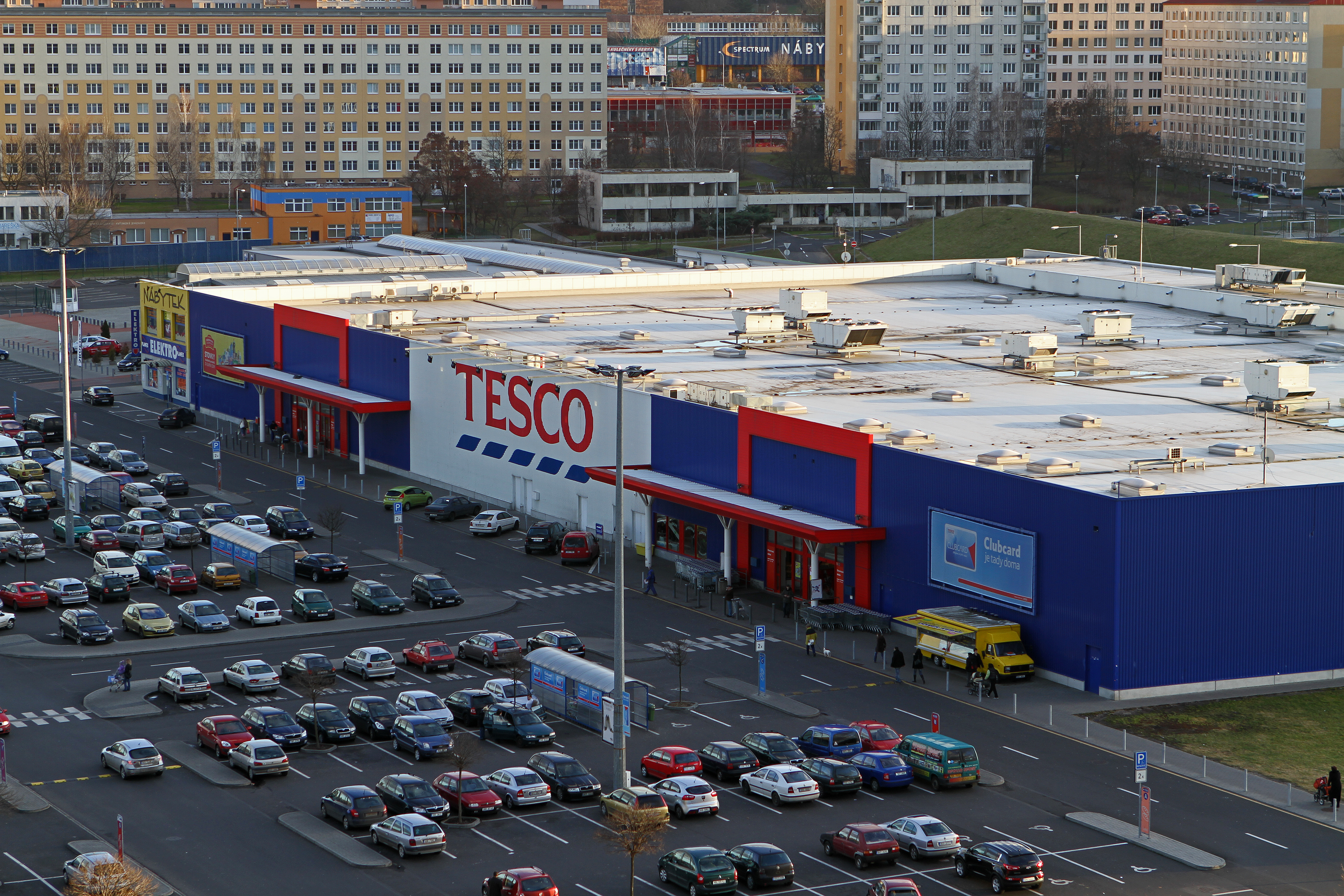
Hypermarket Tesco v Mostě

Hypermarket je samoobslužná velkokapacitní a maloobchodní prodejna s širokou nabídkou potravinářského a nepotravinářského zboží pod jednou střechou, s prodejní plochou větší než 2500 metrů čtverečních. Kvůli své značné rozloze jsou hypermarkety běžně umisťovány do předměstí či za město, kde jsou dostupné autem.

## Zásady provozování hypermarketů
Růst životní úrovně, vybavenost obyvatelstva automobily a zvyšující se cena pozemků ve středu měst byly podnětem pro zakládání hypermarketů na okraji měst od 60. let 20. století. U každého hypermarketu byla stavěna velká parkoviště, byl nabízen daleko bohatší sortiment, než mohly poskytnout prodejny menší a navíc pod jednou střechou. V konkurenčním prostředí hypermarkety nasazovaly nižší ceny, možnost velkého (třeba týdenního) rodinného nákupu potravinářského i ostatního zboží. Mimo prodejnu vlastního hypermarketu je v objektu občerstvení a menší specializované prodejny, mnohdy i služby. Prodejní plochy hypermarketů jsou od 2500 do 25000 metrů čtverečních.

## Hypermarkety v České republice
Na počátku roku 2012 se v České republice nacházelo 282 hypermarketů, nejvíce jich patřilo do Moravskoslezského kraje (celkem 40), v přepočtu na obyvatele jich měl nejvíce Karlovarský kraj (celkem 11). V rámci států Evropy se jednalo o čtvrtou nejhustší síť.

## Jiné druhy prodejních jednotek
Maloobchodní prodejny mohou být rozdílné velikostí (např. menší jsou supermarkety), specializované na určitý sortiment, svou tradici mají obchodní domy. I ty mohou být s různým zaměřením. Roste i počet specializovaných velkoprodejen. Prodejní jednotky se zpravidla liší i stavebním provedením, např. vícepatrové obchodní domy či přízemní stavby bez schodišť.